# Wildrose
Wildrose è un centro abitato (city) degli Stati Uniti d'America, situato nella Contea di Williams, nello Stato del Dakota del Nord. Nel censimento del 2000 la popolazione era di 129 abitanti. La città è stata fondata nel 1910.

## Geografia fisica
Secondo i rilevamenti dell'United States Census Bureau, la località di Wildrose si estende su una superficie di 0,70 km², tutti occupati da terre.

## Popolazione
Secondo il censimento del 2000, a Wildrose vivevano 129 persone, ed erano presenti 36 gruppi familiari. La densità di popolazione era di 178 ab./km². Nel territorio comunale si trovavano 102 unità edificate. Per quanto riguarda la composizione etnica degli abitanti, il 96,90% era bianco e il 3,10% proveniva dall'Asia.
Per quanto riguarda la suddivisione della popolazione in fasce d'età, il 22,5% era al di sotto dei 18, il 4,7% fra i 18 e i 24, il 24,8% fra i 25 e i 44, il 22,5% fra i 45 e i 64, mentre infine il 25,6% era al di sopra dei 65 anni di età. L'età media della popolazione era di 43 anni. Per ogni 100 donne residenti vivevano 101,6 maschi.